# Propafenon
Propafenon je najčešće propisivan antiaritmik koji spada u I.c skupinu.

## Djelovanje
On blokira natrijeve kanale, a ta blokada traje duže nego kod antiaritmika drugih iz drugih skupina. Osim toga, propafenon ima učinak simpatolitika tj. blokira alfa i beta-adrenergičke receptore. Također, ima djelovanje lokalnog anestetika. Blokira stvaranje i provođenje impulsa u atrijima i ventrikulima, te stoga snažno djeluje pri poremećajima srčanog ritma različitih uzroka.
Najbolji je u prevenciji supraventrilularnih tahikardija, poput fibrilacije atrija, a koristi se i za liječenje tahikardije iz AV čvora, Wolf-Parkinson-Whiteovog sindroma, paroksizmalnih fibrilacija atrija te za liječenje teških ventrikulskih tahikardija ako prema mišljenju liječnika ugrožava život.

## Terapija
Djelotvorna dnevna doza iznosi od 300 do 600 mg, a u težim slučajevima može se povećati i do 900 mg. Propafenon se ne smije koristiti u slučajevima zatajivanja srca, kardiogenog šoka (osim ako je nastao zbog aritmije), teške bradikardije, u prva tri mjeseca nakon infarkta miokarda ili kod smanjene srčane funkcije (istisna frakcija lijeve klijetke <35 %), osim u bolesnika s ventrikulskim aritmijama opasnim za život, kod težih SA, AV ili intraventrikulskih poremećaja provođenja impulsa u srcu, sindroma bradikardija-tahikardija, izrazite hipotenzije, poremećaja ravnoteže elektrolita (npr. smetnje u metabolizmu kalija), teške opstruktivne bolesti pluća i miastenija gravis.
Kao i drugi antiaritmici propafenon može pogoršati aritmije koji mogu značajno smanjiti srčanu funkciju i izazvati zastoj srca. Ostale nuspojave mogu biti gastrointestinalne smetnje, kao što su gubitak teka, mučnina, povraćanje, osjećaj punoće, opstipacija, suhoća usta, gorak okus u ustima, osjećaj obamrlosti u ustima i parestezije, smetnje vida i vrtoglavica.

## Stereokemija
Propafenon sadrži stereocentar i sastoji se od dva enantiomera. Ovo je racemat, tj. Smjesa od 1: 1 ( R ) i ( S ) - oblik:
| Enantiomeri propafenona | Enantiomeri propafenona |
| ----------------------- | ----------------------- |
| CAS-Nummer: 107381-31-7 | CAS-Nummer: 107381-32-8 |